# Ostriv, Ovruci
Ostriv (în ucraineană Острів) este un sat în comuna Zaricicea din raionul Ovruci, regiunea Jîtomîr, Ucraina.

## Demografie
Componența lingvistică a localității Ostriv
     Ucraineană (96,92%)
     Rusă (2,89%)
     Alte limbi (0,19%)
Conform recensământului din 2001, majoritatea populației localității Ostriv era vorbitoare de ucraineană (96,92%), existând în minoritate și vorbitori de rusă (2,89%).